# Ruymán Hernández
Ruymán Jesús Hernández Perera (Arucas, Provincia de Las Palmas, España, 15 de octubre de 1986), conocido como Ruymán, es un futbolista español que se desempeña como lateral izquierdo, aunque también lo puede hacer como central. Juega en el Arucas C. F. de la Tercera División de España.

## Trayectoria
Ruymán se formó en la cantera de la  U. D. Las Palmas. En la temporada 2005-06 realizó la pretemporada fue al Raqui San Isidro en calidad de cedido. En 2006-07 regresó a la Unión Deportiva Las Palmas entrenando con el primer equipo y jugando con el equipo filial. En 2007-08 volvió a ser cedido esta vez la Unión Deportiva Villa de Santa Brígida hasta el mes de diciembre cuando fue nuevamente rescatado por su club para el primer equipo. En el 2008 siguió en el primer equipo alternando con el filial en Segunda B, y en la siguiente temporada, la 2009-10, sufrió otra cesión a un club de segunda b, la Unión Deportiva Vecindario. 
En la pretemporada de 2010-11, Ruyman renovó su contrato con el club para integrarse definitivamente en el primer equipo. Tras dos temporadas jugando en segunda división, al acabar ese contrato no lo renueva, dejando el club canario para, el 17 de agosto de 2012, incorporarse al Real Racing Club de Santander, también en segunda. En el mercado invernal de 2013 abandona el club cántabro para fichar por el Recreativo de Huelva.
Tras dos temporadas en el club onubense se marcha a la Llagostera, recién ascendido a Segunda. Pasa otras dos temporadas en dicho club, que abandona en 2016, incorporándose al C. D. Mirandés. Al final de la temporada deja el club quedando sin equipo hasta marzo cuando se incorpora al Arucas C. F. de su ciudad natal en la Tercera División de España.

## Clubes y estadísticas
- Actualizado el 9 de marzo de 2018.[7]

| Club                               | País   | Temporada | División                  | Part. | Goles |
| ---------------------------------- | ------ | --------- | ------------------------- | ----- | ----- |
| Las Palmas Atlético                | España | 2004-05   | Tercera División          | -     | -     |
| Raqui San Isidro (cesión)          | España | 2005-06   | Segunda División B        | 27    | 2     |
| Las Palmas Atlético                | España | 2006-07   | Tercera División          | -     | -     |
| U. D. Villa Santa Brígida (cesión) | España | 2007-08   | Segunda División B        | 18    | 3     |
| U. D. Las Palmas                   | España | 2008      | Segunda División          | 7     | -     |
| U. D. Las Palmas                   | España | 2008-09   | Segunda División          | 5     | 0     |
| U. D. Las Palmas                   | España | 2008-09   | Copa del Rey              | 1     | 0     |
| Las Palmas Atlético                | España | 2008-09   | Segunda División B        | 28    | 3     |
| U. D. Vecindario (cesión)          | España | 2009-10   | Segunda División B        | 33    | 0     |
| U. D. Las Palmas                   | España | 2010-11   | Segunda División          | 35    | 2     |
| U. D. Las Palmas                   | España | 2010-11   | Copa del Rey              | 1     | 0     |
| U. D. Las Palmas                   | España | 2011-12   | Segunda División          | 23    | 1     |
| U. D. Las Palmas                   | España | 2011-12   | Copa del Rey              | 1     | 0     |
| Racing de Santander                | España | 2012-13   | Segunda División          | 5     | 0     |
| Recreativo de Huelva               | España | 2012-13   | Segunda División          | 19    | 1     |
| Recreativo de Huelva               | España | 2013-14   | Segunda División          | 20    | 2     |
| U. E. Llagostera                   | España | 2014-15   | Segunda División          | 18    | 1     |
| U. E. Llagostera                   | España | 2015-16   | Segunda División          | 3     | 0     |
| C. D. Mirandés                     | España | 2016-17   | Segunda División          | 5     | 0     |
| Arucas C. F.                       | España | 2018-     | Preferente de Las Palmas. | 1     | 1     |